# Sternkatalog
Sternkataloge dienen in der Astronomie dazu, eine große Anzahl von Sternen nach verschiedenen Eigenschaften in Buchform zu listen oder auf Datenbanken zu speichern. Die wichtigsten dieser Parameter sind:
- die Sternörter (genaue Sternpositionen) im Himmelskoordinatensystem;
- die translatorische Eigenbewegungen dieser Sterne, wenn hochpräzise Sternörter über einige Jahrzehnte vorliegen und auf systematische Veränderungen untersucht wurden;
- die Magnituden, bei erkannten veränderlichen Sternen die Veränderungen der Magnituden;
- die Spektralklassen oder die Farbindizes der Sterne.

- Radialgeschwindigkeiten sind aufwendig zu messen und kommen nur in Katalogen neueren Datums vor.

Wegen ihrer riesigen Anzahl sind die meisten Sterne über ihre jeweiligen Katalognummern referenziert. Es gibt eine ganze Reihe verschiedener Sternkataloge, die im Lauf der Jahre zu unterschiedlichsten Zwecken erstellt wurden. Dieser Artikel führt nur die am häufigsten verwendeten Kataloge auf. Die meisten der in jüngerer Zeit geschaffenen Kataloge sind nicht mehr gedruckt erschienen und können online abgerufen werden.

## Historische Kataloge
Der Sternkatalog des Ptolemäus aus dem 2. Jahrhundert n. Chr. enthält 1022 von Alexandria aus sichtbare Sterne. Er wurde als Teil seines Almagest veröffentlicht und war für über tausend Jahre der Standardkatalog in der westlichen und arabischen Welt. Der Katalog basierte teilweise auf einem früheren von Hipparch von Nicäa aus dem 2. Jahrhundert v. Chr. Ein noch früherer Katalog wurde von Timocharis von Alexandria etwa 300 v. Chr. geschrieben und später von Hipparch benutzt.
Zwei Systeme, die in historischen Katalogen eingeführt wurden, werden auch heute noch eingesetzt: Die Bayer-Bezeichnungen aus Johann Bayers Sternkatalog Uranometria von 1603, bei denen die helleren Sterne eines jeden Sternbilds mit griechischen Buchstaben bezeichnet wurden (z. B. γ Orionis oder κ Lyrae) sowie die Flamsteed-Bezeichnungen aus der Historia coelestis Britannica von John Flamsteed von 1712, in der statt weniger verfügbarer griechischer Buchstaben nun beliebig große Nummern verwendet wurden (dieselben Beispielsterne heißen hier 24 Orionis und 1 Lyrae).
Bayer und Flamsteed verzeichneten nur wenige tausend Sterne, die mit bloßem Auge sichtbar sind. Eine vollständige Auflistung aller Sterne ist auch für heutige Sternkataloge nicht umsetzbar, da es allein in der Milchstraße Milliarden von Sternen gibt. Daher beschränken sich Kataloge in der Regel auf eine mindeste scheinbare Helligkeit, arbeiten also mit einem definierten Magnitudenlimit und lassen schwächere Objekte weg, so dass die Zahl der Objekte nicht ins Unendliche wachsen kann.

## Kataloge für den gesamten Himmel

### Henry-Draper-Katalog (HD/HDE)
Der Henry-Draper-Katalog des Harvard College Observatory wurde in neun Bänden zwischen 1918 und 1924 veröffentlicht und stellt die erste großangelegte Anstrengung dar, auch die Spektraltypen von Sternen zu katalogisieren. Er deckt den gesamten Himmel ab und enthält 225.300 Sterne bis hinab zu einer scheinbaren Helligkeit von 9m. 1949 wurde der Katalog um 133.783 auf insgesamt 359.083 Sterne ergänzt. Die Positionsdaten beziehen sich beide Male auf die astronomische Epoche 1900.0.
Die Sterne darin werden mit der Abkürzung HD gefolgt von der Nummer des Sterns referenziert, z. B.  HD 185037. Auch bei den Sternen des Erweiterungskatalogs (HDE, HD extension) wird meist HD verwendet, da die zusätzlichen Sterne eindeutig nummeriert sind. HD-Nummern werden heute häufig für Sterne verwendet, die keine Bayer- oder Flamsteed-Bezeichnung besitzen.

### SAO-Katalog
Der Katalog des Smithsonian Astrophysical Observatory (SAO-Katalog) wurde um 1965 für die Satellitengeodäsie in der Standard-Epoche 1950.0 erstellt. Er enthält 250.000 Sterne bis hinab zu 9m aus verschiedenen Quellen. Daher besteht eine beträchtliche Überlappung mit dem HD-Katalog. Am Nordhimmel hat er Genauigkeiten besser als 1". Ein Satz von fast 200 Sternkarten ergänzt das 4-bändige Werk.
In der neuesten Ausgabe ist die Epoche der Positionsdaten J2000.0. Der SAO-Katalog enthält eine zusätzliche wichtige Information, die der HD-Katalog nicht enthält, nämlich die Eigenbewegung der Sterne. Daher wird er oft herangezogen, wenn dies von Bedeutung ist. In der letzten Fassung sind außerdem die entsprechenden Nummern im HD- und BD-Katalog angegeben.
Die Namen im SAO-Katalog beginnen mit der Buchstabenfolge SAO, gefolgt von einer Nummer. Die Nummern werden in achtzehn 10°-Bändern zugewiesen, wobei die Sterne innerhalb eines Bands nach Rektaszension geordnet sind.

### Bonner, Südliche, Córdoba und Cape Photographic Durchmusterung (BD/SD/CD/CPD)
Die Bonner Durchmusterung und ihre Folgeausgaben waren die umfassendsten Kataloge, bevor die Fotografie zu diesem Zweck eingeführt wurde.
Die Bonner Durchmusterung (BD) selbst wurde von Friedrich Wilhelm Argelander, Adalbert Krüger und Eduard Schönfeld zwischen 1852 und 1859 herausgegeben. Sie enthielt die Örter von 324.198 Sternen in der Epoche 1855.0.
Da sie fast nur den nördlichen Sternenhimmel abdeckte, wurde sie 1886 durch die Südliche Durchmusterung (SD) mit 120.000 Sternen und 1892 durch die Córdoba-Durchmusterung (CD) mit nochmals 580.000 Sternen erweitert. Schließlich folgte im Jahr 1896 die Cape Photographic Durchmusterung (CPD) mit nochmals 450.000 Sternen.
Astronomen ziehen in der Regel die HD-Bezeichnung eines Sternes vor, da in ihm auch spektroskopische Informationen enthalten sind. Da aber die Durchmusterungen wesentlich mehr Sterne enthalten, werden diese älteren Bezeichnungen gelegentlich herangezogen, wenn kein Eintrag im HD-Katalog existiert.
In den Durchmusterungskatalogen werden Sterne mit den Initialen des jeweiligen Werkes (BD, SD, CD, CPD), gefolgt von der Deklination in Grad und einer weiteren Nummer ausgezeichnet. Letztere Nummer ist mehr oder weniger willkürlich, da es zu jedem Deklinationswinkel tausende von Sternen gibt. Beispiele für diese Art der Bezeichnung sind BD+50°1725 oder CD-45°13677.

### U.S. Naval Observatory (USNO-B1.0)
Der USNO-B1.0 ist ein Katalog der Forscher des United States Naval Observatory, der für 1.042.618.261 Objekte die Orte, Eigenbewegungen, scheinbaren Helligkeiten bei verschiedenen Wellenlängen und  Abschätzungen dafür enthält, ob es sich um Stern oder Galaxie handelt, ermittelt aus 3.643.201.733 Einzelbeobachtungen. Die Daten wurden durch Katalogisierung von 7435 Schmidt-Platten gewonnen, die bei verschiedenen Durchmusterungen im Lauf der letzten 50 Jahre aufgenommen wurden.
Vom USNO-B1.0 nimmt man an, dass er den gesamten Himmel bis hinab zu 21m abdeckt, eine Genauigkeit von 0,2" bezüglich der Epoche J2000.0 und eine Genauigkeit von 0,3m bei der photometrischen Helligkeitsmessung in bis zu fünf Farben besitzt sowie 85 % Genauigkeit bei der Unterscheidung von Sternen von nichtstellaren Objekten.

### Gaia-Kataloge
Die Kataloge der Gaia-Mission übertreffen sowohl nach der Zahl der Objekte, als auch nach der Genauigkeit alle bisherigen Kataloge. Gaia erfasst sowohl Sterne, als auch Galaxien, Quasare und Objekte des Sonnensystems. Gaia kann aufgrund der Beobachtungsstrategie nur punktförmige Lichtquellen, aber keine ausgedehnten Objekte wie Nebel oder Dunkelwolken erfassen. Gaia liefert Sternenörter, Parallaxen und Eigenbewegungen, Radialgeschwindigkeiten, Spektralklassen, Farben und Spektren. Gaia kann bisher nicht identifizierte Doppel- und Mehrfachsterne, veränderliche Sterne, Quasare, Galaxien und Sonnensystemobjekte automatisch erkennen und einer Klasse zuordnen. Das Limit liegt bisher bei einer G-Magnitude von G = 20,7, wobei trotzdem eine Reihe schwächerer Objekte enthalten sind. Alle Kataloge sind über Internet für die Allgemeinheit zugänglich.
Gaia DR1 erschien 2016 und enthält ca. 1,1 Milliarden Sterne und 2.152 Quasare (GCRF1). Die Genauigkeit liegt bei ungefähr ∼10 mas für die Mehrzahl der Objekte, wobei 2.057.050 helle Objekte der Tycho-Gaia Astrometric Solution (TGAS) eine Genauigkeit von 0,3 mas erreichen.
Gaia DR2 erschien 2018 mit 1,7 Milliarden Sternen mit Örtern und Magnituden. Die Grundgenauigkeit ist 0,1 mas für systematische Fehler, hinzu kommt eine magnitudenabhängige Unsicherheit zwischen 0,02 und 0,04 mas für Objekte heller als G = 15 und 0,1 mas für G = 17 und sinkt dann ab auf 2 mas für Objekte mit G = 21. Rund 1,3 Milliarden Objekte haben Dreiband-Photometrie, Parallaxen und Eigenbewegungen. Für mehr als 7 Millionen helle Objekte gibt es Radialgeschwindigkeiten. Der Unterkatalog GCRF2 enthält 556.869 Quasare, außerdem sind 550.737 veränderliche Sterne erfasst und klassifiziert. Abgerundet wird das durch einen kleinen Katalog von rund 14.000 Sonnensystemobjekten.
Gaia EDR3 erschien 2020 mit 1,8 Milliarden Objekten und beschränkte sich als Vorabkatalog auf verbesserte Astrometrie und Photometrie. Die Grundgenauigkeit für systematische Fehler ist < 0,05 mas gemittelt, dazu kommt eine magnitudenabhänigige Restunsicherheit zwischen 0,01 und 0,6 für Objekte bis G = 20. Enthalten ist der GCRF3-Katalog mit 1.614.173 extragalaktischen Objekten, dazu der Gaia Catalogue of Nearby Stars (GCNS), ein Unterkatalog von 331.312 Objekten im Umkreis von 100 Parsec oder 326 Lichtjahren um die Sonne. Der volle Katalog Gaia DR3 erschien am 13. Juni 2022. DR3 enthält zusätzlich eine Objektklassifizierung nach dem Spektrum, sowie die Spektren selbst, deutlich mehr Radialgeschwindigkeiten und weitere astrophysikalische Werte aus den Spektren und Photometern. Es gibt Kataloge für veränderliche Sterne, Doppel- und Mehrfachsterne und Solarsystemobjekte. Der Gaia Andromeda Photometric Survey (GAPS) ist ein Unterkatalog mit einer Million Objekten im Radius von 5,5° um das Zentrum der Andromedagalaxie.
Der vierte Katalog wird alle Daten bis zum nominalen Missionsende enthalten, jedoch ist die Mission verlängert worden und somit wird mindestens noch ein weiterer Katalog erwartet. Die letzten Kataloge sollen bis auf wenige Mikrobogensekunden genau sein und Sterne mit automatisch erkannten massereichen Exoplaneten enthalten.

### Weitere Kataloge
- Bright-Star-Katalog (HR)
- Positions and Proper Motions (PPM): Katalog des Astronomischen Rechen-Instituts Heidelberg
- Tycho-1-Katalog und Tycho-2-Katalog (TYC, TYC2): 1.058.322 Sterne bis 11,5m bzw. 2.557.501 bis 12m, die im Rahmen des Hipparcos-Projekts (siehe unten) erfasst wurden.
- Guide Star Catalog (GSC)
- USNO CCD Astrograph Catalog (UCAC)

## Spezialkataloge
Spezialisierte Kataloge zielen nicht darauf ab alle Sterne des Himmels aufzulisten, sondern stattdessen Sterne bzw. astronomische Objekte eines bestimmten Typs, wie z. B. veränderliche Sterne, Doppelsterne oder sehr nahe Sterne. Spezialkataloge verzichten gelegentlich auf ein Magnitudenlimit, da die Zahl der erfassten oder erfassbaren Objekte anderweitig begrenzt ist.

### Aitken-Doppelsternkatalog (ADS)
In seinem Katalog New general catalogue of double stars within 120 deg of the North Pole von 1932 führt Robert Grant Aitken  17.180 Doppelsterne von −30° bis 90° Deklination auf.

### Gliese (Gl) und Gliese-Jahreiß (GJ)
Der Katalog von Wilhelm Gliese (Gl), später mit Hartmut Jahreiß (GJ), hat das Ziel, alle Sterne innerhalb von 25 Parsec um die Erde zu erfassen. Er wurde mehrmals erweitert:
- Catalogue of Nearby Stars (Katalog naher Sterne, 1969, Gliese): die zweite Ausgabe mit Nummern von 1.0 bis 965.0. Zur Unterscheidung von den Sternen der ersten Ausgabe wurden hier Dezimalpunkte eingefügt. Der Katalog selbst wird auch als CNS2 bezeichnet, jedoch nicht in Zusammenhang mit den Katalognummern.
- Extension of the Gliese catalogue (Erweiterung des Gliese-Katalogs, 1970,  Woolley,  Epps,  Penston und  Pocock): Nummern 9001 bis 9850.
- Nearby Star Data Published 1969-1978 (Daten naher Sterne, veröffentlicht 1969–1978, 1979, Gliese und Jahreiß): Mit den Nummern 1000 bis 1294 sind nahe Sterne bezeichnet, mit 2001 bis 2159 solche, von denen dies vermutet wird.
- Preliminary Version of the Third Catalogue of Nearby Stars (Vorläufige Version des dritten Katalogs naher Sterne, 1991, Gliese und Jahreiß): Nummern 3001 bis 4388.

Obwohl letztgenannte Version des Katalogs als »vorläufig« bezeichnet wurde, ist sie die immer noch verwendete (im September 2001) und wird CNS3 genannt. Er enthält 3803 Sterne, von denen die meisten bereits GJ-Nummern hatten, aber auch 1388 neue. Ein Beispiel für einen bereits allgemein bekannten Stern aus dieser »inoffiziellen« Fassung ist GJ 3021, der von einem Planeten (Exoplanet) GJ 3021 b umkreist wird.
→ Siehe auch: Kategorie:Stern im Gliese-Jahreiß-Katalog
→ Siehe auch: Liste der nächsten Sterne
→ Siehe auch: Gaia EDR3 mit dem Gaia Catalogue of Nearby Stars (GCNS), der 331.312 Objekte im Umkreis von 100 Parsec verzeichnet.

### Hipparcos (HIP)
Der Hipparcos-Katalog wurde aus Daten des astrometrischen Satelliten Hipparcos der Europäischen Weltraumorganisation ESA zusammengestellt, der zwischen 1989 und 1993 im Einsatz war. Der Katalog wurde 1997 veröffentlicht und enthält 118.218 Sterne in bis dahin einmaliger Präzision – durchschnittlich ±0,003". Er ist auch wegen seiner Parallaxenmessungen interessant, die um einiges akkurater sind als von Observatorien am Boden vorgenommene, der Katalog enthält keine Messungen von Radialgeschwindigkeiten.
Neben diesen sehr genauen Messungen kartografierte der Satellit noch eine Vielzahl weiterer Sterne mit etwas geringerer Genauigkeit. Diese beiden Tycho-Kataloge, Tycho und Tycho 2, enthalten 1 bzw. 2 Millionen Sterne mit 0,03" Genauigkeit.

### Fundamentalkataloge
In so genannten Fundamentalkatalogen sind die Positionen und Eigenbewegungen von Sternen verzeichnet, die über lange Zeiträume genau vermessen wurden. Sie legen ein besonderes, absolutes Koordinatensystem fest, das Fundamentalsystem, welches weitgehend einem Inertialsystem entspricht.
Diese „Fundamentalsterne“ werden für verschiedene Arten von Messungen herangezogen, bei denen eine hohe absolute Genauigkeit erforderlich ist, z. B. für geographische Breite, Lotrichtung oder die Sonnenzeit. Dem Katalog FK3 (1937) folgte 1963 der doppelt so umfangreiche FK4 des Astronomischen Rechen-Instituts Heidelberg mit 1535 Sternen und 1988 der Fundamentalkatalog FK5. Seit 2000 ist der mit Hipparcos wesentlich verfeinerte FK6 mit 3300 Sternen im Einsatz.

### Weitere Kataloge
- General Catalogue of Variable Stars (GCVS): 68.179 veränderliche Sterne
- Washington Double Star Catalog (WDS): 83.211 Doppelsterne
- Zodiacal Catalogue (ZC): 3.539 Sterne 6° beidseits der Ekliptik
- Yale Parallax Catalogue (1952): 5822 Sterne mit Messgenauigkeit (ground based) ± 0.01‘‘
- Two Micron All Sky Survey
- Kepler Input Catalog (KIC)[2]
- Catalog of Compounds of Double and Multiple Stars (CCDM), ein Katalog, welcher die komponenten von Mehrfachsternen auflistet.